# Duke of Abercorn

Wappen des aktuellen Duke of Abercorn, eine Kombination der Wappen von Hamilton und Arran

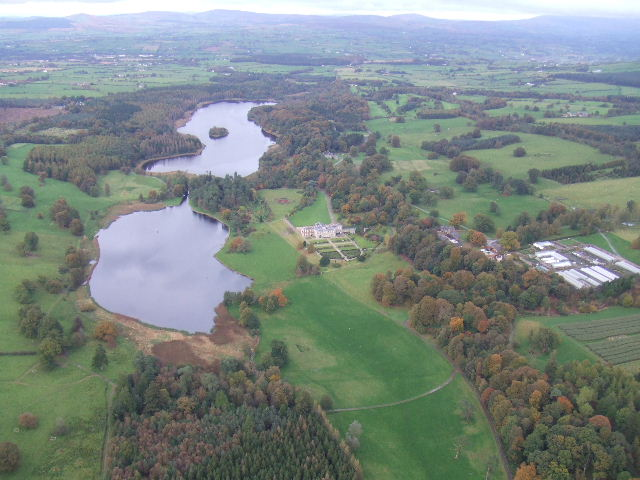
Baronscourt bei Newtownstewart, Nordirland

Duke of Abercorn (Herzog von Abercorn) ist ein erblicher britischer Adelstitel in der Peerage of Ireland, der nach dem schottischen Ort Abercorn in West Lothian benannt ist.
Die Dukes sind Oberhaupt einer irischen Nebenlinie der schottischen Familie Hamilton, den Hamiltons of Abercorn.
Familiensitz der Dukes ist Barons Court in Newtownstewart zwischen Omagh und Strabane im County Tyrone, Nordirland.

## Verleihung
Der Titel wurde am 10. August 1868 für den Lord Lieutenant of Ireland James Hamilton, 2. Marquess of Abercorn,  geschaffen.

## Nachgeordnete Titel
Zusammen mit dem Dukedom wurde dem 1. Duke, ebenfalls in der Peerage of Ireland, der nachgeordnete Titel Marquess of Hamilton of Strabane, in the County of Tyrone, verliehen.
Die Erblinie des 1. Duke geht auf James Hamilton zurück, den Sohn des 1. Lord Paisley, der wiederum ein jüngerer Sohn des 2. Earl of Arran. Ihm wurden am 5. April 1603 der Titel Lord (of) Abercorn in the County of Linlithgow und am 10. Juli 1606 der Titel Earl of Abercorn, mit den nachgeordneten Titeln Lord Paisley, Hamilton, Mountcashell and Kirkpatrick verliehen. Ihn beerbte 1618 sein ältester Sohn James Hamilton, 2. Baron Hamilton of Strabane, der am  8. Mai 1617 zum Baron Hamilton of Strabane in the County of Tyrone erhoben worden war und 1621 von seinem Großvater den am 29. Juli 1587 für diesen geschaffenen Titel Lord Paisley in the County of Renfrew erbte. Der Baronstitel gehört zur Peerage of Ireland, während alle anderen vorgenannten Titel zur Peerage of Scotland gehören. Der Baronstitel wurde nach ihm an eine Nebenlinie der Familie vererbt, vom 5. Earl um 1680 aber wieder mit den anderen Titeln vereinigt. Dem 6. Earl wurden am 2. September 1701 die Titel Viscount Strabane und Baron Mountcastle in the County of Tyrone, beide in der Peerage of Ireland verliehen, zudem hatte er bereits 1679 den Titel Baronet, of Donalong in the County of Tyrone and of Neneagh in the County of Tipperary, geerbt, der 1660 in der Baronetage of Ireland für seinen Vater Sir George Hamilton, 1. Baronet (um 1607–1679) geschaffen worden war. Dem 8. Earl wurde zudem am 8. August 1786 der Titel Viscount Hamilton, of Hamilton verliehen. Dieser Titel gehört zur Peerage of Great Britain und war im Gegensatz zu den schottischen und irischen Titeln mit einem erblichen Sitz im House of Lords verbunden. Der 9. Earl wurde am 15. Oktober 1790 für seine Verdienste als Mitglied des House of Commons zum Marquess of Abercorn erhoben. Alle genannten Titel werden seit 1868 als nachgeordnete Titel des Dukes geführt.
Der Heir Apparent des Dukes führt den Höflichkeitstitel Marquess of Hamilton, dessen Heir Apparent führt wiederum den Höflichkeitstitel Viscount Strabane.

## Liste der Titelträger

James Hamilton, 1. Duke of Abercorn (1811–1885)

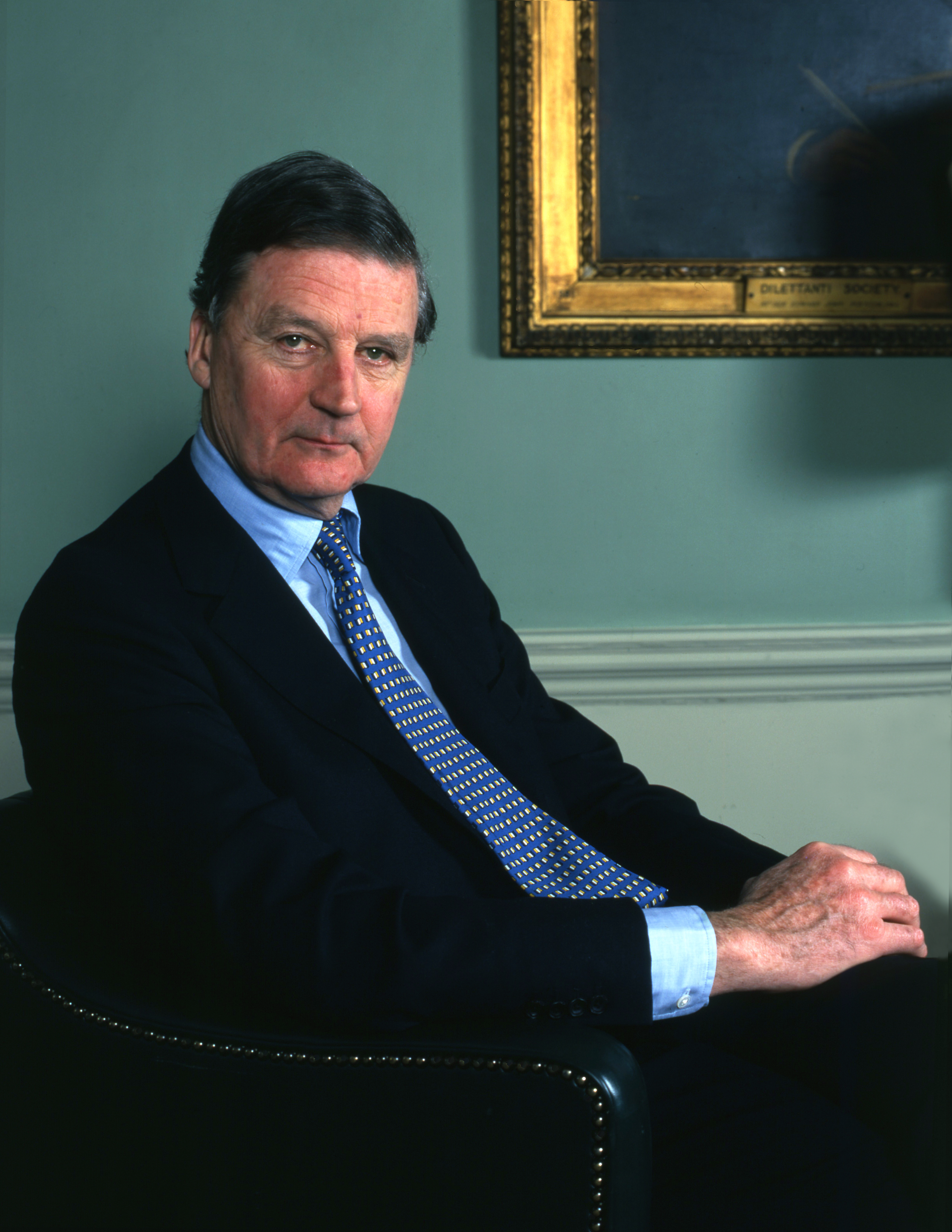
James Hamilton, 5. Duke of Abercorn (* 1934)

### Lords Abercorn (Verleihung 1603)
- James Hamilton, 1. Lord Abercorn (1575–1618), 1606 zum Earl of Abercorn erhoben

### Earls of Abercorn (Verleihung 1606)
- James Hamilton, 1. Earl of Abercorn (1575–1618)
- James Hamilton, 2. Earl of Abercorn (um 1604–um 1670), ältester Sohn des Vorgängers, zuvor bereits 1. Baron Hamilton of Strabane, ab 1621 2. Lord Paisley
  - James Hamilton, Lord Paisley (um 1633–vor 1670), ältester Sohn des 2. Earl, starb kinderlos vor seinem Vater
- George Hamilton, 3. Earl of Abercorn (um 1636–um 1680), jüngster Sohn des 2. Earl, starb kinderlos
- Claud Hamilton, 4. Earl of Abercorn (um 1659–um 1691), zuvor bereits 5. Baron Hamilton of Strabane, Enkel des 1. Earl, starb kinderlos
- Charles Hamilton, 5. Earl of Abercorn († 1701), jüngerer Bruder des Vorgängers, starb kinderlos
- James Hamilton, 6. Earl of Abercorn (um 1661–1734), Urenkel des 1. Earl
- James Hamilton, 7. Earl of Abercorn (1685–1744), Sohn des Vorgängers
- James Hamilton, 8. Earl of Abercorn (1712–1789), Sohn des Vorgängers, starb kinderlos
- John Hamilton, 9. Earl of Abercorn (1756–1818), Enkel des 7. Earl, 1790 zum Marquess of Abercorn erhoben

### Marquesses of Abercorn (Verleihung 1790)
- John Hamilton, 1. Marquess of Abercorn (1756–1818)
  - James Hamilton, Viscount Hamilton (1786–1818), ältester Sohn des 1. Marquess, starb vor seinem Vater
- James Hamilton, 2. Marquess of Abercorn (1811–1885) Sohn des Viscount, 1868 zum Duke of Abercorn erhoben

### Dukes of Abercorn (Verleihung 1868)
- James Hamilton, 1. Duke of Abercorn (1811–1885)
- James Hamilton, 2. Duke of Abercorn (1838–1913), Sohn des Vorgängers
- James Hamilton, 3. Duke of Abercorn (1869–1953), Sohn des Vorgängers
- James Hamilton, 4. Duke of Abercorn (1904–1979), Sohn des Vorgängers
- James Hamilton, 5. Duke of Abercorn (* 1934), Sohn des Vorgängers

Titelerbe (Heir Apparent) ist der Sohn des aktuellen Dukes James Hamilton, Marquess of Hamilton (* 1969).